# Gran Premio San José
Le Gran Premio San José est une course cycliste espagnole disputée au mois de mars à El Astillero (Cantabrie), dans le cadre des festivités annuelles de la commune. Elle est organisée par le Club Ciclista Federico Cobo. 
La course se tient sur une distance d'un peu moins de 130 kilomètres, avec un circuit à parcourir à cinq reprises dans les environs d'El Astillero. Le parcours, majoritairement plat, se conclut souvent par un sprint en petit comité. Sa principale difficulté (l'Alto de la Ventase) se situe à environ 6 kilomètres de la ligne d'arrivée,.

## Palmarès depuis 2003
| Année | Vainqueur                 | Deuxième                 | Troisième                 |
| ----- | ------------------------- | ------------------------ | ------------------------- |
| 2003  | Mikel Gaztañaga           | Aitor Hernández          | David Diego               |
| 2004  | Eladio Sánchez            | Óscar García-Casarrubios | Enrique Mata              |
| 2005  | Iban Iriondo              | Xabier Urkidi            | Egoitz García             |
| 2006  | Rubén Reig                | Juan Pablo Uriarte       | Enrique Mata              |
| 2007  | Juan José Lobato          | Gorka Izagirre           | Francisco Javier Carrasco |
| 2008  | José Antonio Baños (de)   | Mario de Sárraga         | David Gutiérrez Palacios  |
| 2009  | Juan José Lobato          | Jon Pardo (es)           | Miguel Ángel Polidura     |
| 2010  | Alberto González Martínez | Samuel del Valle         | Rubén Fernández           |
| 2011  | Jesús Herrero             | Víctor Gómez             | Diego Asis                |
| 2012  | Jesús Herrero             | Miguel Ángel Polidura    | José Manuel Gutiérrez     |
| 2013  | Mario González            | Higinio Fernández        | Antonio Angulo            |
| 2014  | Paul Usabel               | Julián Barrientos        | Antonio Angulo            |
| 2015  | Noel Martín               | Juan Antonio López-Cózar | Rodrigo Araque            |
| 2016  | Antonio Angulo            | Francisco Javier Martín  | Unai Intziarte            |
| 2017  | Miguel Ángel Fernández    | Julen Amarika            | Luciano Martínez          |
| 2018  | Miguel Ángel Fernández    | Sergio Vega              | Ángel Fuentes             |
| 2019  | Luciano Martínez          | Josep María Arnau        | Carlos Ruiz               |
| 2020  | pas de course             | pas de course            | pas de course             |
| 2021  | Andoni López de Abetxuko  | David Martín Romero      | Francisco García Rus      |
| 2022  | Jon Gil                   | Samuel Fernández Heres   | Sergio Gutiérrez          |
| 2023  | Aritz Urra                | Iker Barandiaran         | Jorge González Segurado   |
| 2024  | Iñaki Trujillo            | Óscar Fuentes            | Donovan Ramírez           |
| 2025  | Beñat Garaiar             | Iker Villar              | Haritz Allende            |